# Kot pri Veliki Slevici
Kot pri Veliki Slevici este o localitate din comuna Velike Lašče, Slovenia, cu o populație de 7 locuitori.